# Liste der Stolpersteine in Tirol

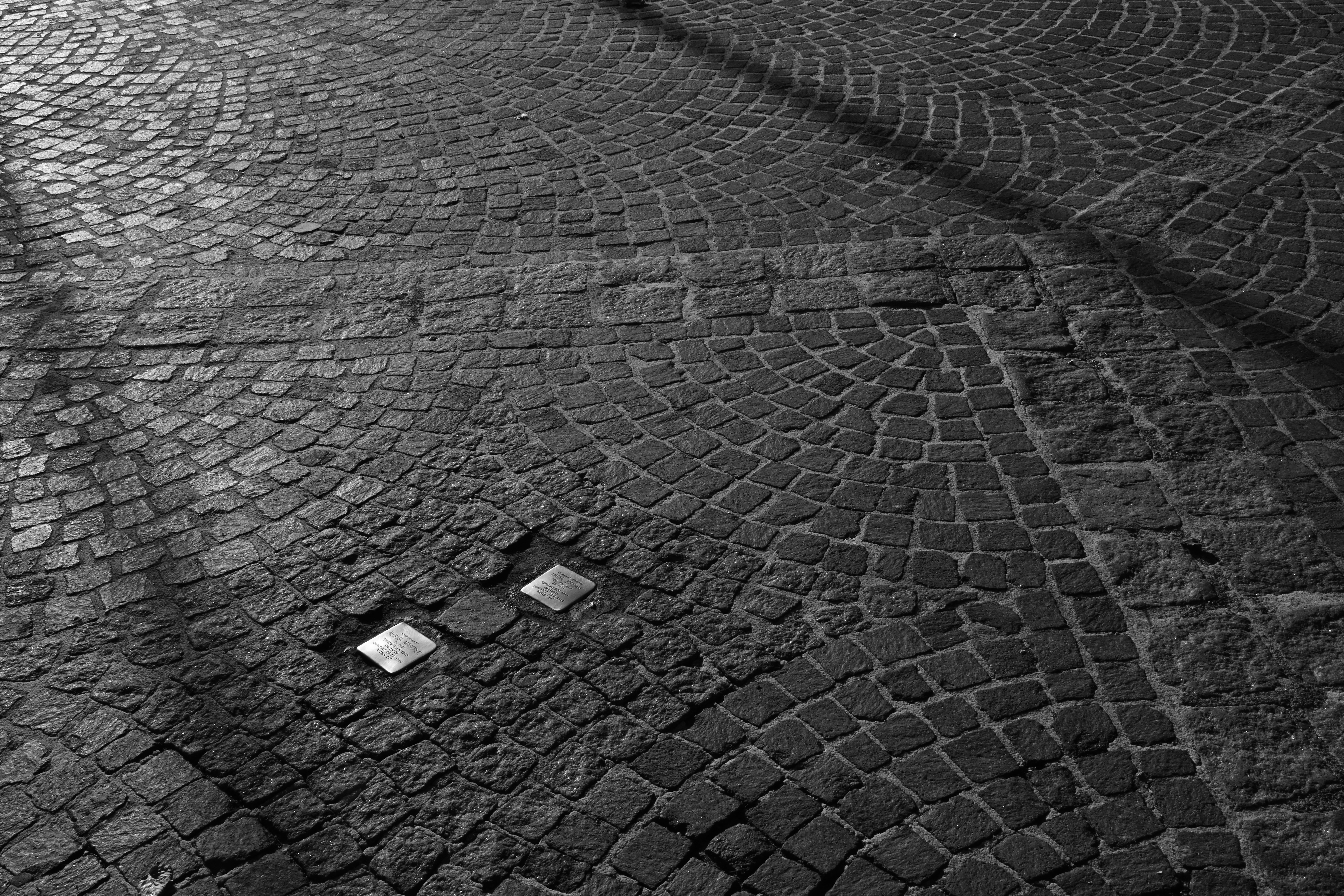
Stolpersteine in Axams

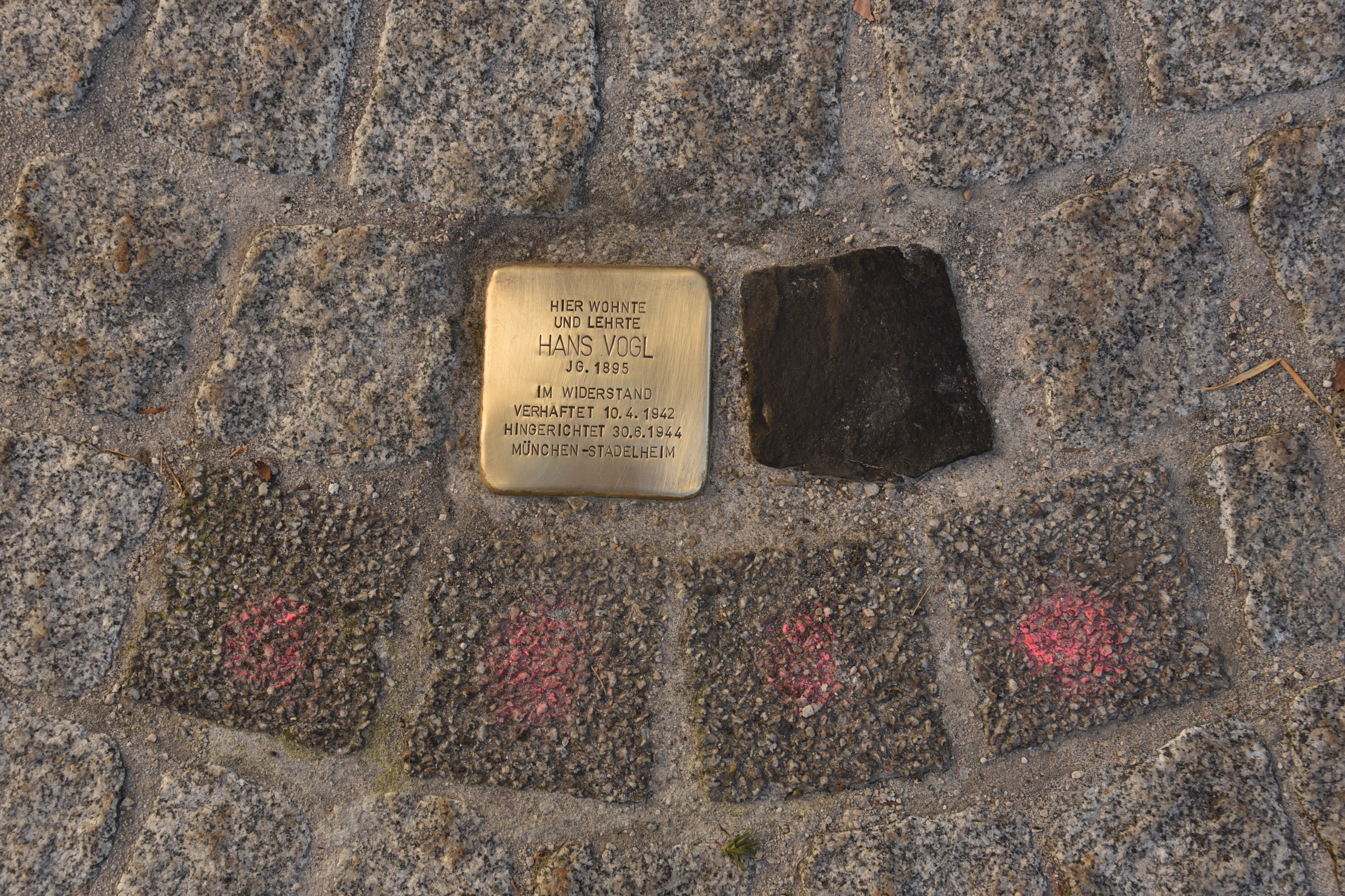
Stolperstein für Hans Vogl und Platzhalter für Hilde Vogl in Zell am Ziller

Die Liste der Stolpersteine in Tirol enthält die Stolpersteine im österreichischen Bundesland Tirol, die an das Schicksal der Menschen erinnern, die von den Nationalsozialisten in Tirol ermordet, deportiert, vertrieben oder in den Suizid getrieben wurden. Die Stolpersteine wurden von Gunter Demnig verlegt. Sie liegen im Regelfall vor dem letzten selbstgewählten Wohnsitz des Opfers.
Die erste Verlegung in Tirol fand am 20. September 2019 in Zell am Ziller statt.
Die Verlegung von sechs Stolpersteinen in Wattens löste eine politische Kontroverse aus. Eine Bürgerinitiative stellte sich gegen die ablehnende Haltung der damaligen Innsbrucker Vizebürgermeisterin Ursula Schwarzl von den Grünen, die Stolpersteine in der Landeshauptstadt nicht genehmigte.

## Tirol während der NS-Herrschaft
Tirol ist traditionell ein konservativ dominiertes Bundesland mit hohem Anteil an Katholiken, einem starken Bauernbund und wenig Industrie. Bereits in der Zwischenkriegszeit dominierte die Tiroler Volkspartei das politische Geschehen. Sie erreichte in der Ersten Republik bei den Landtagswahlen stets absolute Mehrheiten – mit Ergebnissen zwischen knapp 60 % und mehr als 65 % – und stellte durchgehend den Landeshauptmann. Die Sozialdemokratie hatte in Tirol stets einen schweren Stand, konnte sich aber als zweitstärkste Kraft etablieren. Auch die deutschnationalen Kräfte waren in den Zwischenkriegsjahren in bescheidener Stärke im Tiroler Landtag vertreten, nicht jedoch die Kommunisten und die Nationalsozialisten. Ihr bestes Ergebnis erzielte die NSDAP 1925 mit 3.260 Stimmen, das waren 2,07 % der Wählerschaft. Damit scheiterte sie erneut beim Versuch, in den Landtag einzuziehen. Trotzdem war der Jubel anlässlich des Einmarsches der deutschen Truppen im März 1938 und des sogenannten Anschlusses Österreichs an das Dritte Reich groß, Innsbruck war im Handumdrehen mit NS-Fahnen beflaggt und die noch junge Schriftstellerin Gertrud Fussenegger, frühere Studentin der Universität Innsbruck, huldigte dem Führer in Versform im Völkischen Beobachter:

„Betend wallt ihm entgegen
freudeweinendes Volk,
sich selbst als Gabe zu bringen,
gewillt zu größtem Bekenntnis“

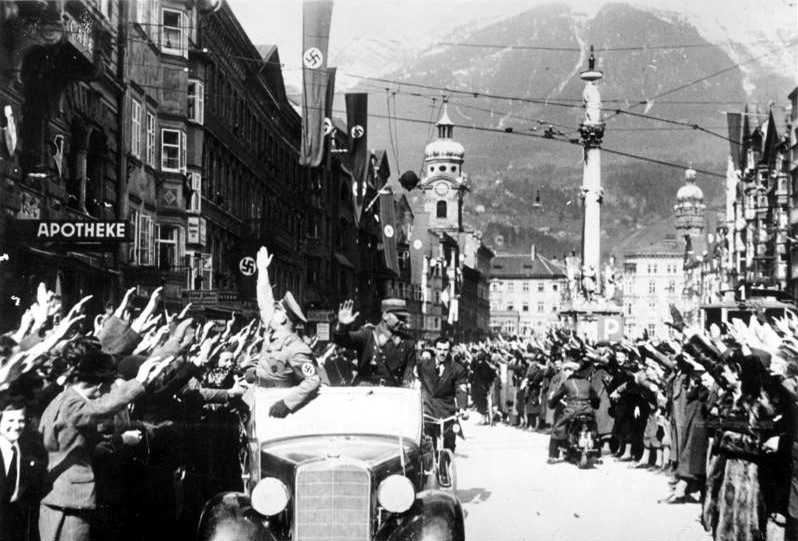
Innsbruck im März 1938

Seherisch beschrieb die Dichterin damit eine Szene, die sich erst am 5. April 1938 in Innsbruck zutragen sollte, als Adolf Hitler zur Visite in die Tiroler Landeshauptstadt kam. Das NS-Regime etablierte sich schnell und friktionsfrei im katholisch geprägten Tirol. Gauleiter wurde Franz Hofer, ein überzeugter und brutaler Nationalsozialist, der den Ehrgeiz hatte, den neuen Gau Tirol-Vorarlberg ehestmöglich „judenfrei“ zu machen. Sein Vorgehen war schnell und von äußerster Brutalität. Bereits während der Novemberpogrome des Jahres 1938 wurden vier angesehene Bürger Innsbrucks erschlagen oder erstochen. Um kein Aufsehen zu erregen, verzichtete die lokale SS auf Uniformen und Schusswaffen. Die Mord- und Rauboperation wurde mitten in der Nacht in Zivilkleidung durchgeführt. Den Vorsitzenden der Israelitischen Kultusgemeinde für Tirol und Vorarlberg, Richard Berger, warf man in den Inn. Tirol und Vorarlberg hatten jeweils nur eine kleine jüdische Population, nur 407 Menschen in diesen beiden Bundesländern gaben bei der Volkszählung 1934 an, der jüdischen Konfession anzugehören. Das waren 2,1 % aller damals in Österreich lebenden Juden. Für diese kleine Gruppe war die Nacht vom 9. auf den 10. November 1938 ein Exempel, was auch ihnen bevorstehe. Viele verließen umgehend ihre Heimat, die meisten anderen wurden in Wien in Sammelquartieren untergebracht. Am 15. März 1939 wurde Tirol für „judenfrei“ erklärt.
Der Widerstand war spärlich und er kam spät. Der Historiker Horst Schreiber stellte fest: „Der Widerstand in Tirol war verstreut und isoliert, eine überregionale Zusammenarbeit existierte kaum. Zu einem großen Teil wurde er von unerfahrenen Leuten getragen […] Widerstand war in Tirol eine rare Ausnahme, Begeisterung und Sympathie für das NS-Regime, Mitläufertum, Opportunismus und Anpassung die Regel.“ Zwischen 1938 und 1940 spielte der legitimistisch-monarchistische Widerstand eine gewisse Rolle, danach wurde er durch Verhaftungen, Einzelhaft, Dunkelarrest und Schläge gebrochen. Vereinzelt gab es auch Widerstand seitens Geistlicher, doch der wesentliche Anteil des Widerstands gegen das NS-Regime stammte aus Sozialisten und Kommunisten, die mindestens 24 Mitglieder verloren.
Die Marktgemeinde Zell am Ziller vermeldet auf ihrer Website, dass es bei der Abstimmung über den Anschluss 1938 in Zell drei Nein-Stimmen gab. Die Zahl der Ja-Stimmen wird nicht erwähnt. Nach dem Untergang des NS-Regimes stellte man fest: „Die Schlußrechnung war hart: 49 Gefallene und der […] hingerichtete Hauptschuldirektor Hans Vogl.“

## Verlegte Stolpersteine

### Axams
In Axams wurden drei Stolpersteine verlegt. Maria Jordan und Aloisia Magerle wurden Opfer der Aktion T4, Ludwig Sobotnik wurde – so Die Grünen in ihrem Stolperstein-Antrag – „auf Grund seiner sexuellen Orientierung seiner Freiheit und Menschenrechte beraubt“. Er wurde vom NS-Regime ermordet.
| Stolperstein | Inschrift | Verlegeort               | Name, Leben |
| ------------ | --- | ------------------------ | --- |
|              | IN AXAMS WOHNTE MARIA JORDAN GEB. KIRCHER JG. 1881 'EINGEWIESEN' 1941 HARTHEIM ERMORDET 29.5.1941 'AKTION T4'                            | Musikpavillon Axams      | Maria Jordan, geborene Kircher, wurde am 15. März 1881 in Axams geboren, 1941 eingewiesen und am 29. Mai 1941 in der Tötungsanstalt Hartheim ermordet. Sie war ein Opfer der Aktion T4. |
|              | HIER WOHNTE ALOISIA MAGERLE JG. 1898 'EINGEWIESEN' 1940 HARTHEIM ERMORDET 10.12.1940 'AKTION T4'                                         | Musikpavillon Axams      | Aloisia Magerle wurde 1898 geboren, am 10. Dezember 1940 in die Tötungsanstalt Hartheim eingewiesen und dort am selben Tag ermordet, mutmaßlich in der dortigen Gaskammer. Mehr ist über Aloisia Magerle nicht bekannt. Die Veranstalter wollten mit den Stolpersteinen in Axams, Birgitz und Götzens unter anderem an Opfer der Aktion T4 erinnern, „denen das nationalsozialistische Gewaltregime das Menschsein aberkannt und sie zum Ziel von Verfolgung und Vernichtung gemacht hat.“ Der Stolperstein wurde vor ihrem vormaligen Wohnhaus verlegt. |
|              | HIER WOHNTE LUDWIG SOBOTNIK JG. 1885 VERHAFTET VERURTEILT § 175 DEPORTIERT 1943 DACHAU, BUCHENWALD 1944 BERGEN-BELSEN ERMORDET 14.4.1944 | Gries 14 vorm. Axams 153 | Ludwig Sobotnik wurde am 5. August 1885 in Wien geboren. Seine Eltern waren der Schneidermeister Johann und dessen Ehefrau Emilie. Während seines Militärdienstes im Ersten Weltkrieg erkrankte er an Malaria und Lungentuberkulose, weshalb er danach bis 1935 auf Krücken angewiesen war. Er war krankheitsbedingt arbeitslos und erhielt eine Invalidenrente. 1935 eröffnete er mit dem Erbteil nach seinem Vater einen Gemischtwarenladen im 3. Wiener Gemeindebezirk, musste das Geschäft aber bereits im Jahr darauf zusperren. Er hatte einen Lebensgefährten, Ferdinand Schuhmann, mit dem er seit zehn Jahren in einem „eheähnlichen Verhältnis“ lebte. Die beiden Männer gingen nach Tirol und verdingten sich in der Gastronomie. Sobotnik fand 1937 eine Stelle als Portier in Innsbruck und Schuhmann als Arbeiter in Zirl. 1938 wurden beide verhaftet und zu sechs Wochen Kerker verurteilt. Nach der Haftentlassung zog das Paar nach Axams. Am 22. April 1942 wurde Ludwig Sobotnik erneut verhaftet, dieses Mal in Wien – gemeinsam mit drei weiteren Männern – beim Verlassen des Esterházybades im 6. Gemeindebezirk. Er wurde verhört und gab zu Protokoll: „Ich bin homosexuell veranlagt“. Er wurde nach § 175 Strafgesetzbuch zu sechs Monaten schweren Kerkers verurteilt, kam aber nach Verbüßen der Haft nicht frei, sondern wurde am 10. Jänner 1943 in das KZ Dachau überstellt. Ludwig Sobotnik wurde Ende Oktober 1943 in das KZ Buchenwald überstellt und von dort im April 1944 in das KZ Bergen-Belsen, wo er am 14. April 1944 sein Leben verlor. Als offizielle Todesursache wurde Lungenentzündung im Akt vermerkt. |

### Birgitz
In Birgitz wurde ein Stolperstein verlegt.
| Stolperstein | Inschrift | Verlegeort          | Name, Leben |
| ------------ | --- | ------------------- | --- |
|              | IN BIRGITZ LEBTE MARIA HASLWANTER GEB. OBERDANNER JG. 1887 'EINGEWIESEN' 1941 HARTHEIM ERMORDET 20.3.1941 'AKTION T4' | Pfarrkirche Birgitz | Maria Haslwanter, geborene Oberdanner, wurde am 2. März 1887 in Birgitz geboren. Sie wurde Mutter von dreizehn Kindern. Im Jahr 1941 wurde sie wegen Schizophrenie in die Heil- und Pflegeanstalt in Hall in Tirol eingewiesen und dort mit Medikamenten ruhig gestellt. Gesundheitlich ging es ihr besser und ihr Mann stellte einen Antrag auf Entlassung, schrieb, er wolle sich um seine Frau kümmern. Ende März 1941 wurde dem Ehemann mitgeteilt, dass seine Frau in eine andere Pflegeanstalt überstellt wurde. Maria Haslwanter wurde am 20. März 1941 in der Tötungsanstalt Hartheim ermordet. Ihr Urenkel Matthias Haslwanter recherchierte ihr Schicksal sowie das Schicksal von fünf anderen Opfern, an deren Schicksale nun Stolpersteine erinnern |

### Götzens
In Götzens wurde ein Stolperstein verlegt.
| Stolperstein                                       | Inschrift                                                                                                  | Verlegeort                 | Name, Leben |
| -------------------------------------------------- | --- | -------------------------- | --- |
|                                                    | HIER WOHNTE KONRAD ABENTHUNG JG. 1908 'EINGEWIESEN' 1940 HARTHEIM ERMORDET 6.1.1941 'AKTION T4'            | Krapfengasse 3 Götzens     | Konrad Abenthung wurde am 12. Juni 1908 in Götzens geboren, am 10. Dezember 1940 in die Tötungsanstalt Hartheim eingewiesen und dort am 6. Januar 1941 ermordet, mutmaßlich in der dortigen Gaskammer. Mehr ist über Konrad Abenthung nicht bekannt. Die Veranstalter wollten mit den Stolpersteinen in Axams, Birgitz und Götzens unter anderem an Opfer der Aktion T4 erinnern, „denen das nationalsozialistische Gewaltregime das Menschsein aberkannt und sie zum Ziel von Verfolgung und Vernichtung gemacht hat.“ Der Stolperstein wurde vor seinem vormaligen Wohnhaus verlegt. |
| Die Verlegung des Stolpersteines wurde verschoben. | IN GÖTZENS WOHNTE ALOIS JOSEF THOMASAT JG. 1881 'EINGEWIESEN' 1941 HARTHEIM ERMORDET 21.5.1941 'AKTION T4' | Brunnen beim Gries Götzens | Alois Thomasat wurde 1881 geboren, 1941 eingewiesen und am 21. Mai 1941 in der Tötungsanstalt Hartheim ermordet. |

### Leisach
In Leisach in Osttirol wurde ein Stolperstein verlegt.
| Stolperstein | Inschrift | Verlegeort          | Name, Leben |
| ------------ | --- | ------------------- | --- |
|              | HIER GEBOREN HELENE DELACHER JG. 1904 ZEUGIN JEHOVAS VERHAFTET 13.6.1940 GEFÄNGNIS INNSBRUCK VERHAFTET 14.6.1943 'WEHRKRAFTZERSETZUNG' ENTHAUPTET 12.11.1943 BERLIN-PLÖTZENSEE | Gemeindeamt Leisach | Helene Delacher gilt als einzige von der NS-Militärjustiz zum Tode verurteilte und hingerichtete österreichische Zeugin Jehovas. Sie wurde am 25. August 1904 in Burgfrieden (Gemeinde Leisach) geboren. Bis 1930 arbeite Delacher in der Landwirtschaft ihrer Eltern in Osttirol, war dann vier Jahre als Küchenmädchen im Krankenhaus Hall beschäftigt und von 1934 bis 1937 arbeitslos. Ab 1941 arbeitete sie als Aufräumerin in der Stadtgemeinde Innsbruck. Im März 1936 lernte sie den Südtiroler Alois Hochrainer kennen. Von Dezember 1937 bis Februar 1943 lebten beide in einem gemeinsamen Haushalt in Innsbruck. Das Paar gab einander ein „Treueversprechen“ vor der Versammlung der Zeugen Jehovas, mutmaßlich deshalb, weil eine Hochzeit am Standesamt zur Verhaftung an Ort und Stelle geführt hätte. Ihre Beschäftigung mit der Bibel und der Auslegung durch die Bibelforscher führten im Jahre 1938 zum Austritt aus der katholischen Kirche und im Sommer 1939 zur Taufe als Zeugin Jehovas. Von Juni 1940 bis Februar 1941 war Helena Delacher erstmals inhaftiert. Ihr Verlobter, er war gemeinsam mit ihr verhaftet worden, wurde nach der Entlassung nach Südtirol abgeschoben. Er nahm Arbeit in der Nähe der Grenze an und bat um ihren Besuch. Auf einem Almweg wurde sie von einem Grenzpolizeibeamten angehalten. Da sie einige Ausgaben der Zeitschrift Der Wachtturm mitführte, wurde sie am 14. Juni 1943 verhaftet und am 4. Oktober 1943 vom Volksgerichtshof zum Tode und dauernden Verlust ihrer bürgerlichen Ehrenrechte verurteilt. Helene Delacher wurde am 12. November 1943 um 17 Uhr im Zuchthaus Berlin-Plötzensee enthauptet. Ihr Abschiedsbrief an den Verlobten ist erhalten. Im November 1999 wurde sie auf Initiative der österreichischen Zeugen Jehovas durch das Landesgericht Wien formell rehabilitiert. Die Verlegung des Stolpersteins erfolgte auf Initiative des Vereins Lila Winkel, sie fand anlässlich ihres 80. Todestages statt. |

### Wattens
Die sieben Stolpersteine in der Marktgemeinde Wattens sind unterschiedlichen Opfergruppen gewidmet, drei erinnern an jüdische Bürger, zwei an Opfer des Euthanasieprogramms Aktion T4 und zwei an Widerstandskämpfer, einen Bauer und einen Priester.
| Stolperstein | Inschrift | Verlegeort | Name, Leben |
| ------------ | --- | --- | --- |
|              | HIER WOHNTE MARIA ANDERGASSEN GEB. HOLZHAMMER JG. 1901 EINGEWIESEN 20.3.1941 SCHLOSS HARTHEIM ERMORDET 1941 'AKTION T4' | Wird aus baulichen Gründen vorerst nicht verlegt, befindet sich als Vermittlungsobjekt im Museum Wattens Wattens | Maria Andergassen, geborene Holzhammer, wurde am 26. Dezember 1901 in Hall in Tirol geboren. Maria Andergassen wurde am 20. März 1941 im Zuge des NS-Euthanasieprogramms auf Schloss Hartheim ermordet. |
|              | HIER ARBEITETE SIMON BACHLER JG. 1877 EINGEWIESEN 10.12.1940 SCHLOSS HARTHEIM ERMORDET 1940 'AKTION T4'                 | Franz-Strickner-Straße 2 (heutige Raiffeisenbank, vormals Gendarmerieposten) Wattens                             | Simon Bachler wurde 1877 in St. Johann im Pongau geboren. Er war in Wattens als Gendarm tätig, erkrankte, wurde pensioniert und kam in die Heil- und Pflegeanstalt Hall. Simon Bachler wurde von dort am 10. Dezember 1940 in die Tötungsanstalt Hartheim überstellt und am selben Tag ermordet. |
|              | HIER ARBEITETE FELIX BUNZL JG. 1889 FLUCHT 1939 SCHWEIZ                                                                 | Bahnhofstraße (Kreuzung Ludwig-Lassl-Straße) Wattens                                                             | Felix Bunzl wurde am 17. Mai 1889 in Wien in eine Papierdynastie hineingeboren. Seine Eltern waren Max Bunzl und Cäcilie, geborene Tedesco. Er hatte mehrere Brüder: Martin, Victor, Robert, Hugo, Emil und Georg sowie Schwester Alice, die bereits mit acht Jahren starb. Felix Bunzl studierte und promovierte. Er nahm am Ersten Weltkrieg teil und rüstete 1919 als Reserveoffizier ab. Danach ging er nach Wattens, wo er die Papierfabrik Wattenspapier kaufte, erfolgreich wieder aufbaute und ausbaute. Felix Bunzl war verheiratet mit Hilde, geborene Zerbs (geboren am 25. Juni 1904 in Wien). Das Paar hatte zwei Kinder. Hilde Bunzl starb im Alter von 34 Jahren. Nach der Annexion Österreichs durch Hitler-Deutschland sah sich Bunzl 1939 zur Emigration gezwungen. Er ging nach Lausanne, die Fabrik wurde „arisiert“. Felix Bunzl starb am 15. Dezember 1956 im Schweizerischen Exil. In Wattens ist eine Straße nach ihm benannt. |
|              | HIER WIRKTE JAKOB GAPP JG. 1897 VERHAFTET 1942 BERLIN-PLÖTZENSEE ERMORDET 13.8.1943                                     | Kirchplatz (vor der Laurentiuskirche) Wattens                                                                    | Jakob Gapp wurde am 26. Juli 1897 in Wattens geboren. Er war das jüngste von sieben Kindern einer Fabrikarbeiterfamilie. Er trat 1920 in den Orden der Marianisten ein und wurde 1930 zum Priester geweiht. Als seine Pflicht sah er, „die Wahrheit zu lehren und den Irrtum zu bekämpfen.“ Er erkannte die Barbarei der NS-Ideologie und nannte sie beim Namen. Nach einer unerschrockenen Predigt, in der er das Gebot der Nächstenliebe ohne Rücksicht auf Nationalität und Religion einforderte, gehalten am 11. Dezember 1939 in der Laurentiuskirche von Wattens, war er an Leib und Leben gefährdet. Er flüchtete nach Frankreich, schließlich nach Spanien. Im Jahr 1942 wurde er von Gestapo-Agenten, die sich als verfolgte Juden ausgegeben hatten, über die Grenze nach Frankreich gelockt, dort verhaftet und nach Berlin überstellt. Jakob Gab wurde am 13. August 1943 mit dem Fallbeil hingerichtet. Am 24. November 1996 wurde er in Rom von Papst Johannes Paul II. seliggesprochen. |
|              | HIER ARBEITETE FRIEDRICH TANNERT JG. 1901 FLUCHT 1938 ENGLAND                                                           | Bahnhofstraße 11 Wattens                                                                                         | Friedrich Tannert wurde am 14. August 1901 in Krakau geboren. Er war Angestellter in der Papierfabrik Wattens. Am 27. Mai 1928 heiratete er Gertrude, geborene Kestel. Das Paar hatte zumindest eine Tochter. Die Familie musste 1938 vor den Nazis nach England fliehen. |
|              | HIER ARBEITETE GERTRUDE TANNERT GEB. KESTEL JG. 1903 FLUCHT 1938 ENGLAND                                                | Bahnhofstraße 11 Wattens                                                                                         | Gertrude Tannert, geborene Kestel, wurde am 1. August 1903 geboren. Am 27. Mai 1928 heiratete sie Friedrich Tannert, einen Angestellten der Papierfabrik Wattens. Das Paar hatte zumindest eine Tochter. Die Familie musste 1938 vor den Nazis nach England fliehen. |
|              | HIER WOHNTE ALBERT TROPPMAIR JG. 1891 IM WIDERSTAND TOT 3.5.1945 WATTENS                                                | Vögelsbergweg 2 Wattens                                                                                          | Albert Troppmair wurde am 10. April 1891 in Kolsassberg, einer Gemeinde im Tiroler Unterland, geboren. Er war Bauer in Wattens. Ab 1942 zählte er zu einem Kreis von Gegnern des Nationalsozialismus, aus dem sich gegen Kriegsende eine Widerstandsgruppe formierte. Deren Mitgliedern stammten aus dem katholisch-konservativen Umfeld. Die Gruppe sammelte Informationen, baute Kontakte zu anderen Widerständlern auf und versuchte, die Zerstörung der örtlichen Infrastruktur zu verhindern. Am 28. April 1945 wurde Albert Troppmair verhaftet und in das Arbeitserziehungslager Reichenau eingeliefert. Dieses wurde jedoch bereits am 2. Mai 1945 aufgelöst und Troppmaier konnte in seinen Heimatort zurückkehren. Als Tags darauf in Wattens weiße und rot-weiß-rote Fahnen gehisst wurden, wollten versprengte SS-Einheiten den Ort in die Luft jagen und eröffneten das Feuer auf die Widerstandskämpfer. Anrückende US-Truppen dachten, der Angriff gelte ihnen, und erwiderten das Feuer. Sie trafen dabei Albert Troppmair und einen weiteren Widerstandskämpfer. Albert Troppmair wurde tödlich getroffen, Albert Deflorian wurde schwer verwundet. Er hinterließ seine Frau, die er 1926 geheiratet hatte, einen Adoptivsohn und eine Ziehtochter. Am Befreiungsdenkmal in Innsbruck wurde sein Name eingraviert. |

### Zell am Ziller
In Zell am Ziller konnte bislang ein Stolperstein verlegt werden. (Stand: Oktober 2022)
| Stolperstein | Inschrift | Verlegeort                                   | Name, Leben |
| ------------ | --- | -------------------------------------------- | --- |
|              | HIER WOHNTE UND LEHRTE HANS VOGL JG. 1895 IM WIDERSTAND VERHAFTET 10.4.1942 HINGERICHTET 30.6.1944 MÜNCHEN-STADELHEIM | Alte Schule, Unterdorf 15 · Zell am Ziller · | Hans Vogl, eigentlich Johann Vogl, wurde am 3. April 1895 in Eben am Achensee geboren. Er wurde Volksschullehrer in Erl bei Kufstein und arbeitete zusätzlich als Gemeindesekretär. Er gründete eine Familie, hatte aber Schwierigkeiten diese durchzubringen. Denn als Sozialdemokrat und aufgrund seiner antiklerikalen Haltung stieß er bei der streng katholischen Landbevölkerung zunehmend auf Unverständnis, Misstrauen und sogar Ablehnung und bekam daher keine bessere Stelle. Diverse Schwierigkeiten in Erl führten 1936 zu seiner Versetzung nach Jenbach. Nach der Annexion Österreichs arrangierte er sich mit den neuen Machthabern, wurde als Hauptschuldirektor nach Zell am Ziller berufen und trat der NSDAP bei. Im Juni 1941 wurde er von Adi Horejs, einem Freund, zu einer Versammlung in Kufstein eingeladen. Dort sprach der Berliner Kommunist Robert Uhrig zur wirtschaftlichen und militärischen Lage. Vogl war nicht nur Zuhörer, er spendete auch für die Untergrundtätigkeit. Im Jänner 1942 besuchte ihn der Kufsteiner Sozialist und Widerstandskämpfer Alois Graus und wenige Wochen später traf er diesen wieder in einem Zug, als er – gerade verhaftet – nach Innsbruck überstellte wurde. Graus gelang es, Vogl darum zu bitte, die Mitglieder der Kufsteiner Widerstandsgruppe Roby zu warnen. Dies tat er auch. Am 10. April 1942 wurde Hans Vogl selbst verhaftet. Er hatte nicht gewusst, dass die Gruppe Roby bereits seit Herbst 1941 überwacht wurde. Zudem fanden die Gestapo-Männer bei der Durchsuchung seines Hauses eine „umfangreiche marxistische Bibliothek“. Von 8. Jänner bis 23. September 1943 war er im Konzentrationslager Dachau inhaftiert, unter furchtbaren Haftumständen. Zahlreiche Briefe an seine Frau zeugen davon. Am 13. und 14. April 1944 stand er vor dem 6. Senat des Volksgerichtshofs in München. In der Hauptverhandlung wurde ihm die Parteizugehörigkeit zum Verhängnis, denn er hätte „dem Führer die Treue gebrochen und sich als Todfeind des NS verschworen“. Hans Vogl wurde zum Tode verurteilt und am 30. Juni 1944 in München-Stadelheim hingerichtet. Auch Uhrig und Graus wurden vom NS-Regime ermordet. In letzten Aufzeichnungen an seine Familie schrieb Hans Vogl: „Ich starb nicht, weil ich jemandem Böses getan habe, sondern weil ich immer auf der Seite der Armen und Hilflosen stand, also wegen meiner Weltanschauung. Das soll keine Schande für Euch sein. Ihr dürft stolz darauf sein. (…) Das richtige Urteil wird die Geschichte sprechen!“ Er hinterließ eine Frau und vier Kinder. |

## Verlegedaten

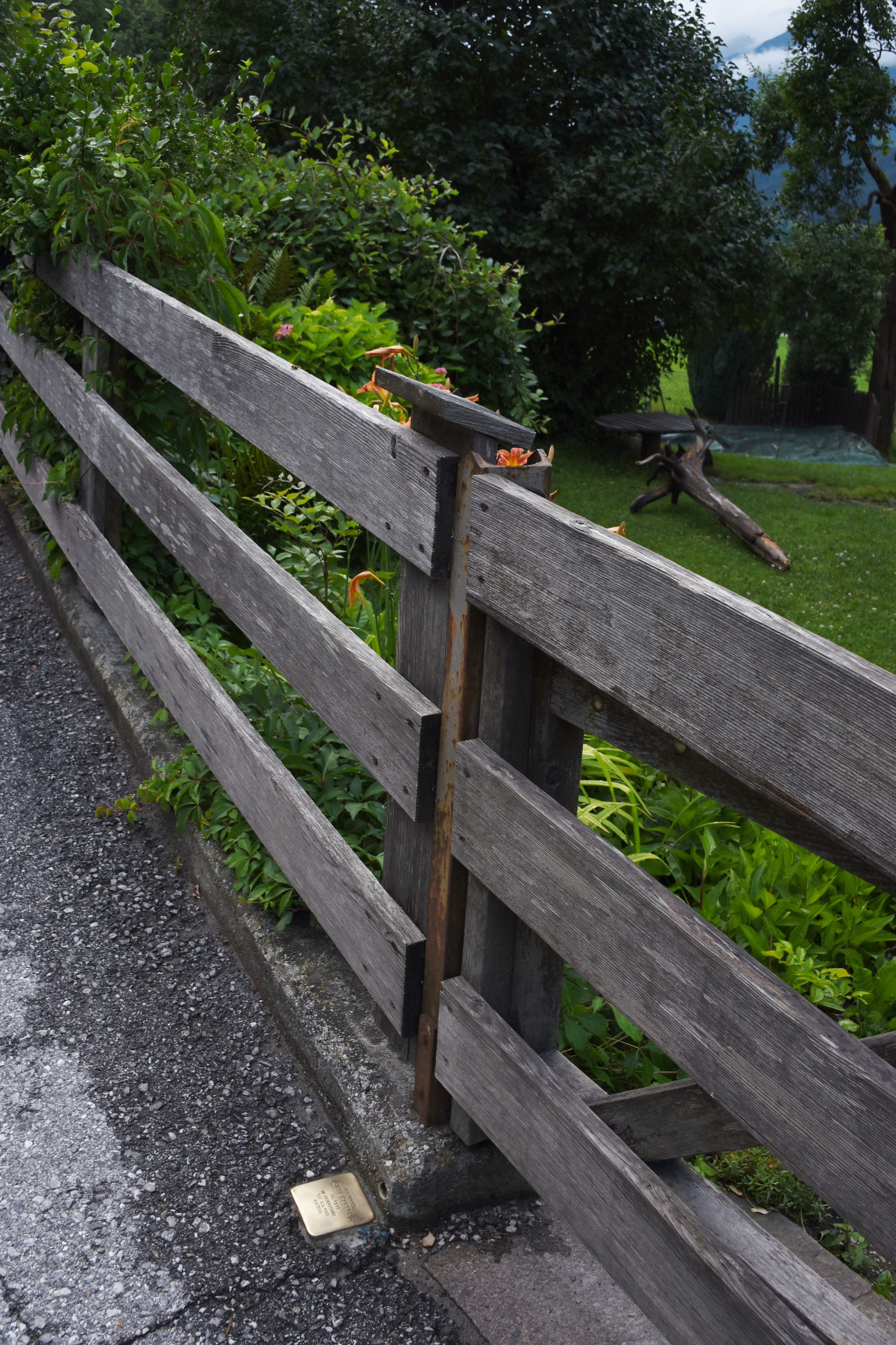
Stolperstein für den Widerstandskämpfer Albert Troppmair in Wattens

Der erste Stolperstein in Tirol wurde am 20. September 2019 vom Künstler persönlich in der Marktgemeinde Zell am Ziller verlegt. Die Initiative dazu kam von Anneliese Brugger, der einzigen SPÖ-Gemeinderätin in Zell, und von Josef Thaler, einem pensionierten Rechtsanwalt, der auch die Kosten der Verlegung übernahm.
Die Stolpersteine von Wattens wurden am 15. Juli 2020 von Gunter Demnig verlegt. Initiiert wurde das Projekt von Gemeinderat Lukas Schmied (ÖVP), dem Wattner Kulturreferenten, im November 2018. Er erklärte, dass es mit dem Historiker Philipp Lehar, Museumsmitarbeiter aus Wattens, die „perfekte Ressource“ im Ort gebe. Der Kulturausschuss ließ den Initiatoren freie Hand und nahm die Namensliste einhellig an.
- 13. November 2023: Leisach
- 7. Juli 2024: Axams, Birgitz und Götzens

## Nicht genehmigte Stolpersteine

### Kontroversen um den zweiten Stolperstein in Zell am Ziller
Die Verlegung eines zweiten Stolpersteins für die Witwe Vogls wurde von den Initiatoren vorgeschlagen, jedoch mit den Stimmen der ÖVP- und FPÖ-Gemeinderäte abgelehnt. Widerstand kam unter anderem vom FPÖ-Mandatar Christoph Steiner, der auch im Bundesrat vertreten ist. Als Gegenleistung für seine Zustimmung zum Stolperstein für die Witwe Vogls forderte er ein Denkmal für die Kriegerwitwen des Ortes. Gunter Demnig distanzierte sich von den Aussagen Steiners und kündigte an, einen Platzhalter für den Hilde-Vogl-Stolperstein zu verlegen.

### Verweigerung einer Verlegung auf öffentlichem Grund in Innsbruck
Der erste Stolperstein in Innsbruck ist Alfred Graubart gewidmet, der im Zuge der Novemberpogrome des Jahres 1938 „aufgrund seines jüdischen Glaubens von SA-Männern brutal niedergeschlagen“ wurde. Sein Bruder Richard Graubart wurde in derselben Nacht von NS-Repräsentanten ermordet. Ob der Stolperstein verlegt wurde, ist nicht bekannt.
| Stolperstein | Inschrift | Geplant für            | Name, Leben             |
| ------------ | --- | ---------------------- | ----------------------- |
|              | HIER WOHNTE ALFRED GRAUBART JG. 1895 POGROM 9.-10. NOV. 1938 ÜBERFALLEN VON SA UND SCHWER VERLETZT FLUCHT 1939 ENGLAND 1942 USA | Haydnplatz 8 Innsbruck | Alfred Graubart (1895-) |